# Vesolla
Vesolla (Besolla en euskera) es un antiguo señorío y villa, actualmente despoblado, en el término municipal de Ibargoiti, en la merindad de Sangüesa, Comunidad Foral de Navarra, España. En 1992, lo habitaban 4 vecinos; en 2014, 1 vecino; y desde 2015, está deshabitada.

## Historia
Se trata de un antiguo señorío, en el antiguo régimen, funcionó como un señorío separado, pero incluido en el valle de Elorz. Su alcalde era nombrado por el marqués de Vesolla, título otorgado a José Elio y Ayanz , por Felipe V en 1702.
En 1930, según informa Altadill en su Geografía, tenía 6 edificios y 35 vecinos; en el nomenclátor de 1991, se le asigna un único habitante.

## Patrimonio

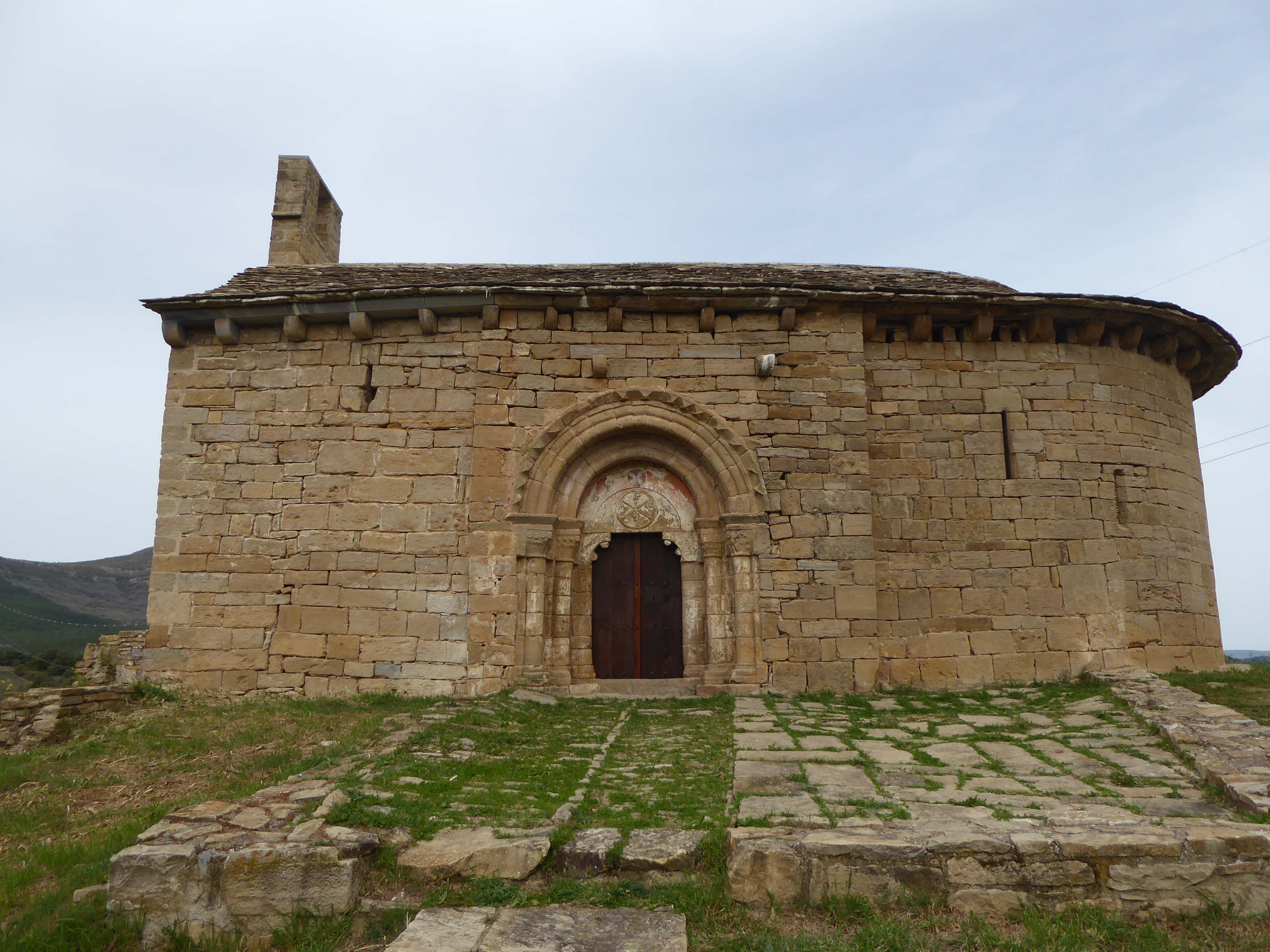
Iglesia de la Purificación de Nuestra Señora

Iglesia de la Purificación: Iglesia románica del siglo XII. De propiedad particular, y a pesar de su inestimable valor histórico y artístico, actualmente se encuentra en progresivo deterioro por estado de abandono, por lo que ha sido incluida en la Lista Roja de Patrimonio de la organización Hispania Nostra.